# 1 500 mètres masculin aux Jeux olympiques d'été de 2020 (athlétisme)
Pour des articles plus généraux, voir Athlétisme aux Jeux olympiques d'été de 2020 et 1 500 mètres aux Jeux olympiques.
Navigation
Rio 2016 Paris 2024
L'épreuve du 1 500 mètres masculin aux Jeux olympiques de 2020 se déroule les 3, 5 et 7 août 2021 au Stade olympique national de Tokyo, au Japon.

## Records
Avant cette compétition, les records dans cette discipline étaient les suivants : 
| Record du monde  | Hicham El Guerrouj (MAR) | 3 min 26 s 00 | Rome   | 14 juillet 1998   |
| Record olympique | Noah Ngeny (KEN)         | 3 min 32 s 07 | Sydney | 29 septembre 2000 |

## Résultats

### Finale
| Rank               | Athlete            | Nation          | Time    | Notes |
| ------------------ | ------------------ | --------------- | ------- | ----- |
| Médaille d'or      | Jakob Ingebrigtsen | Norvège         | 3:28.32 | OR    |
| Médaille d'argent  | Timothy Cheruiyot  | Kenya           | 3:29.01 |       |
| Médaille de bronze | Josh Kerr          | Grande-Bretagne | 3:29.05 | PB    |
| 4                  | Abel Kipsang       | Kenya           | 3:29.56 | PB    |
| 5                  | Adel Mechaal       | Espagne         | 3:30.77 | PB    |
| 6                  | Cole Hocker        | États-Unis      | 3:31.40 | PB    |
| 7                  | Stewart McSweyn    | Australie       | 3:31.91 |       |
| 8                  | Michał Rozmys      | Pologne         | 3:32.67 | PB    |
| 9                  | Jake Heyward       | Grande-Bretagne | 3:34.43 |       |
| 10                 | Jake Wightman      | Grande-Bretagne | 3:35.09 |       |
| 11                 | Ollie Hoare        | Australie       | 3:35.79 |       |
| 12                 | Charles Grethen    | Luxembourg      | 3:36.80 |       |
| 13                 | Ignacio Fontes     | Espagne         | 3:38.56 |       |

### Demi-finales
Les 5 premiers de chaque série (Q) et les 2 meilleurs temps (q) se qualifient pour la finale.
Source: olympics.com

#### Demi-finale 1
| Rank | Athlete            | Nation           | Time    | Notes |
| ---- | ------------------ | ---------------- | ------- | ----- |
| 1    | Jake Wightman      | Grande-Bretagne  | 3:33.48 | Q, SB |
| 2    | Cole Hocker        | États-Unis       | 3:33.87 | Q, PB |
| 3    | Timothy Cheruiyot  | Kenya            | 3:33.95 | Q     |
| 4    | Ollie Hoare        | Australie        | 3:34.35 | Q     |
| 5    | Ignacio Fontes     | Espagne          | 3:34.49 | Q     |
| 6    | Charles Simotwo    | Kenya            | 3:34.61 |       |
| 7    | Teddese Lemi       | Éthiopie         | 3:34.81 |       |
| 8    | Robert Farken      | Allemagne        | 3:35.21 |       |
| 9    | Nick Willis        | Nouvelle-Zélande | 3:35.41 | SB    |
| 10   | Andrew Coscoran    | Irlande          | 3:35.84 |       |
| 11   | Ismael Debjani     | Belgique         | 3:42.18 |       |
| –    | Ayanleh Souleiman  | Djibouti         | DNF     |       |
| –    | Marcin Lewandowski | Pologne          | DNF     |       |

#### Demi-finale 2
| Rank | Athlete            | Nation          | Time    | Notes |
| ---- | ------------------ | --------------- | ------- | ----- |
| 1    | Abel Kipsang       | Kenya           | 3:31.65 | Q, OR |
| 2    | Jakob Ingebrigtsen | Norvège         | 3:32.13 | Q     |
| 3    | Josh Kerr          | Grande-Bretagne | 3:32.18 | Q     |
| 4    | Adel Mechaal       | Espagne         | 3:32.19 | Q, PB |
| 5    | Stewart McSweyn    | Australie       | 3:32.54 | Q     |
| 6    | Jake Heyward       | Grande-Bretagne | 3:32.82 | q, PB |
| 7    | Charles Grethen    | Luxembourg      | 3:32.86 | q, NR |
| 8    | Abdelatif Sadiki   | Maroc           | 3:33.59 | PB    |
| 9    | Matthew Centrowitz | États-Unis      | 3:33.69 | SB    |
| 10   | Azeddine Habz      | France          | 3:35.12 |       |
| 11   | Samuel Zeleke      | Éthiopie        | 3:37.66 |       |
| 12   | Jesús Gómez        | Espagne         | 3:44.46 |       |
| 13   | Michał Rozmys      | Pologne         | 3:54.53 |       |

### Séries
Les 6 premiers de chaque série (Q) et les 6 meilleurs temps (q) se qualifient pour les demi-finales.

#### Série 1
| Rang | Athlète            | Pays            | Temps   | Notes |
| ---- | ------------------ | --------------- | ------- | ----- |
| 1    | Ismael Debjani     | Belgique        | 3:36.00 | Q     |
| 2    | Timothy Cheruiyot  | Kenya           | 3:36.01 | Q     |
| 3    | Ollie Hoare        | Australie       | 3:36.09 | Q     |
| 4    | Cole Hocker        | États-Unis      | 3:36.16 | Q     |
| 5    | Abdelatif Sadiki   | Maroc           | 3:36.23 | Q     |
| 6    | Michał Rozmys      | Pologne         | 3:36.28 | Q     |
| 7    | Josh Kerr          | Grande-Bretagne | 3:36.29 | Q     |
| 8    | Ignacio Fontes     | Espagne         | 3:36.95 | Q     |
| 9    | Samuel Abate       | Éthiopie        | 3:37.98 |       |
| 10   | Filip Ingebrigtsen | Norvège         | 3:38.02 |       |
| 11   | Amos Bartelsmeyer  | Allemagne       | 3:38.36 |       |
| 12   | István Szögi       | Hongrie         | 3:38.79 |       |
| 13   | Abraham Guem       | Soudan du Sud   | 3:40.86 | PB    |
| 14   | Alexis Miellet     | France          | 3:41.23 |       |
| 15   | Adam Ali Musab     | Qatar           | 3:42.55 |       |
| 16   | Felisberto de Deus | Timor oriental  | 3:51.03 | NR    |

#### Série 2
Marcin Lewandowski, gêné durant la course, est repeché.
| Rang | Athlète                 | Pays               | Temps   | Notes |
| ---- | ----------------------- | ------------------ | ------- | ----- |
| 1    | Abel Kipsang            | Kenya              | 3:40.68 | Q     |
| 2    | Matthew Centrowitz      | États-Unis         | 3:41.12 | Q     |
| 3    | Jake Heyward            | Grande-Bretagne    | 3:41.18 | Q     |
| 4    | Azeddine Habz           | France             | 3:41.24 | Q     |
| 5    | Samuel Abate            | Éthiopie           | 3:41.63 | Q     |
| 6    | Charles Grethen         | Luxembourg         | 3:41.90 | Q     |
| 7    | Jye Edwards             | Australie          | 3:42.62 |       |
| 8    | Sadik Mikhou            | Bahreïn            | 3:42.87 |       |
| 9    | Sam Tanner              | Nouvelle-Zélande   | 3:43.22 |       |
| 10   | Ali Idow Hassan         | Somalie            | 3:43.96 | PB    |
| 11   | Anass Essayi            | Maroc              | 3:45.92 |       |
| 12   | Jesús Gómez             | Espagne            | 3:47.27 |       |
| 13   | Thiago André            | Brésil             | 3:47.71 |       |
| 14   | Benjamín Enzema         | Guinée équatoriale | 3:48.17 |       |
| 15   | Marcin Lewandowski      | Pologne            | 4:43.96 | qR    |
| –    | Abdirahman Saeed Hassan | Qatar              | DNF     |       |

#### Série 3
| Rang | Athlète             | Pays                          | Temps   | Notes |
| ---- | ------------------- | ----------------------------- | ------- | ----- |
| 1    | Jake Heyward        | Grande-Bretagne               | 3:36.14 | Q     |
| 2    | Teddese Lemi        | Éthiopie                      | 3:36.26 | Q     |
| 3    | Stewart McSweyn     | Australie                     | 3:36.39 | Q     |
| 4    | Jakob Ingebrigtsen  | Norvège                       | 3:36.49 | Q     |
| 5    | Robert Farken       | Allemagne                     | 3:36.61 | Q     |
| 6    | Adel Mechaal        | Espagne                       | 3:36.74 | Q, SB |
| 7    | Nick Willis         | Nouvelle-Zélande              | 3:36.88 | Q, SB |
| 8    | Andrew Coscoran     | Irlande                       | 3:37.11 | Q     |
| 9    | Ayanleh Souleiman   | Djibouti                      | 3:37.25 | Q, SB |
| 10   | Charles Simotwo     | Kenya                         | 3:37.26 | Q     |
| 11   | Baptiste Mischler   | France                        | 3:37.53 |       |
| 12   | Kalle Berglund      | Suède                         | 3:49.43 |       |
| 13   | Paulo Amotun Lokoro | Équipe olympique des réfugiés | 3:51.78 | SB    |
| –    | Soufiane El Bakkali | Maroc                         | DNF     |       |
| –    | Ronald Musagala     | Ouganda                       | DNF     |       |
| –    | Yared Nuguse        | États-Unis                    | DNS     |       |

## Légende
Records et Performances
- AR : Record continental (area record)
- CR : Record des championnats (championship record)
- MR : Record du meeting (meet record)
- NR : Record national (national record)
- OR : Record olympique (olympic record)
- PR : Record paralympique (paralympic record)
- PB : Record personnel (personal best)
- SB : Meilleure performance personnelle de la saison (season's best)
- WL : Meilleure performance mondiale de l'année (world leader)
- WJR : Record du monde junior (world junior record)
- WR : Record du monde (world record)

Circonstances et Conditions
- DNF : N'a pas terminé (did not finish)
- DNS : N'a pas pris le départ (did not start)
- DQ : Disqualification (disqualification)
- NM : Aucun essai valable enregistré (No Mark)
- Q : Qualifié « directement » au prochain tour (ou à la prochaine compétition), lors d'une compétition majeure, grâce au classement ou à la réalisation des minima (automatic qualifier)
- q : Qualifié au prochain tour (ou à la prochaine compétition), lors d'une compétition majeure, grâce au repêchage ou à la réalisation de l'une des meilleures performances parmi celles des « non qualifiés directement » (grâce au meilleur temps ou à la meilleure distance par exemple) (secondary qualifier)